# Vladímirovka (Sakhalín)
Vladímirovka (en rus: Владимировка) és un poble de l'óblast de Sakhalín, a l'Extrem Orient de Rússia, que el 2013 no tenia cap habitant. Pertany al districte d'Aleksàndrovsk-Sakhalinski.